# 斯特拉特福 (加利福尼亞州)
斯特拉特福（英語：Stratford）是位於美國加利福尼亞州金斯縣的一個人口普查指定地區。

## 地理
斯特拉特福的座標為36°11′22″N 119°49′23″W / 36.18944°N 119.82306°W，而該地最高點為海拔高度62米（即203英尺）。

## 人口
根據2010年美國人口普查的數據，斯特拉特福的面積為1.769平方千米，當中陸地面積為1.769平方千米，而水域面積為0.000平方千米。當地共有人口1277人，而人口密度為每平方千米721人。